# Бойня в Катави
Бойня или резня в Катави (исп. matanza / masacre de Catavi) — резня (массовое убийство) бастующих шахтёров, устроенная боливийскими правительственными силами на шахте Катави 21 декабря 1942 года в ответ на крупную забастовку горняков, протестовавших против жестокой системы эксплуатации и произвола администрации. В официальном отчете указано о 19 погибших и 400 раненых, но по оценкам самих рабочих и их организаций, погибло до 400 человек.

## Контекст
Рабочее движение добилось некоторых номинальных успехов в конце 1930-х годов в результате политического сдвига после войны в Чако и периода «социалистического милитаризма». Левые политические партии заняли место некоторых традиционных консервативных сил в Конгрессе Боливии, однако правительство президента Энрике Пеньяранды продолжало придерживаться устраивавшей олигархию правоконсервативной политики.
Ещё при правительстве Хермана Буша был принят закон, устанавливающий право на коллективные переговоры, но предполагаемый сдвиг правительства в вопросах трудового права оставался непроверенным до забастовки шахтёров 1942 года. Боливия официально вступила во Вторую мировую войну на стороне союзных держав после нападения Японии на Пёрл-Харбор в декабре 1941 года, и правительство Пеньяранды считало, что забастовки во время войны представляют собой неприемлемый сбой в боливийском производстве для нужд Соединённых Штатов. При этом прибыли от этих поставок росли, но зарплаты работников стагнировали.

## Резня
Когда в 1942 году рабочие оловянных рудников Сигло XX и Катави, принадлежавших олигарху Патиньо, представили петицию с требованием повышения заработной платы на 100 %, их администрация отказалась вести переговоры, и лидеры профсоюза горняков призвали к забастовке. В конфликт вмешался даже посол США Болл, выступивший на стороне горнорудных компаний и предложивший президенту Боливии воздержаться от решения вопроса об увеличении зарплат. Затем власти арестовали всех профсоюзных представителей и убили семерых горняков, протестовавших против этих арестов. В ответ 7000 горняков объявили пятидневную стачку с 15 по 20 декабря 1942 года. На подавление забастовщиков правительство бросило армию. Когда 21 декабря 1942 года горняки двинулись к зданию администрации, боливийские военные окружили толпу и вели по ней огонь в течение шести часов.
По официальному отчёту, насчитывалось 19 погибших и 400 раненых, тогда как по оценкам самих рабочих погибло до 400 шахтёров и членов их семей.

## Последствия
Бойня привела к открытому разрыву и без того ухудшающихся отношений между Пеньярандой и умеренными и радикальными реформистскими партиями внутри боливийского парламента. Лидер парламентской фракции Партии революционных левых Рикардо Анайя Арсе назвал её одним из самых ужасных преступлений в истории американского континента. Конгресс инициировал голосование за вотум недоверия после резни в Катави. Предложение было отклонено с перевесом в один голос.